# Alfred Porcar Portela
Alfred Porcar Portela (Esplugues de Llobregat, 6 d'abril de 1977), conegut esportivament com a Fido, és un futbolista retirat i actual director general del Futbol Club Martinenc. Ha jugat en diversos clubs com a davanter:
| Club                             | Temporada |
| -------------------------------- | --------- |
| RCD Español B                    | 1996-1997 |
| U. E. Vilassar                   | 1997-1998 |
| C. F. Balaguer                   | 1998-1999 |
| U. E. Lleida                     | 1998-1999 |
| C. E. L'Hospitalet               | 2005-2006 |
| Hércules C. F.                   | 2000-2001 |
| U. D. San Sebastián de los Reyes | 2000-2001 |
| U. E. Cornellà                   | 2001-2002 |
| C. E. Europa                     | 2002-2003 |
| U. E. Sant Andreu                | 2003      |
| F. C. Martinenc                  | 2004-2007 |